# Корчула
Ко́рчула (хорв. Korčula слушатьо файле, греч. Κορκυρα Μελαινα, лат. Corcyra Nigra, итал. Curzola) — остров в Адриатическом море, в южной части Хорватии, возле далматинского побережья.

## География

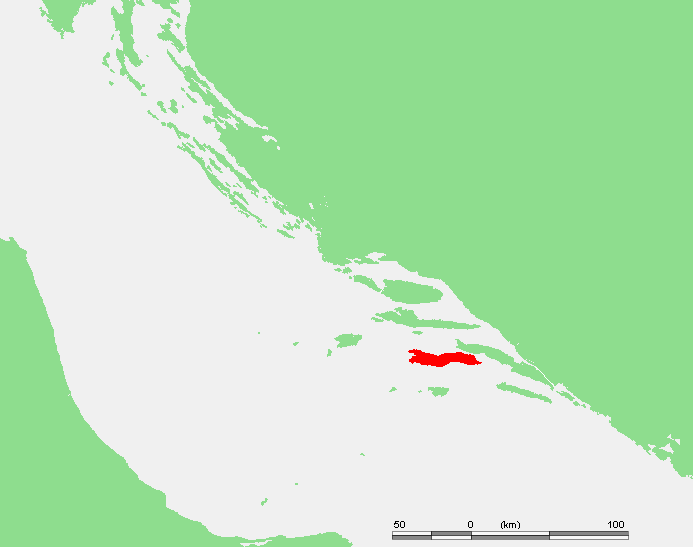
Карта острова Корчула

Площадь острова — 276,03 км², длина — 46,8 км, ширина — 7,8 км, длина береговой линии — 181,7. Население острова — 16 182 человека (2001). Корчула — второй по количеству жителей остров Хорватии после Крка. Самые большие населённые пункты — города Корчула, Блато и Вела-Лука. Город Корчула расположен в северо-восточной части острова, население — 3232 человека (2001).
Корчула принадлежит к группе южно-далматинских островов. От полуострова Пелешац остров отделён узким Пелешацким проливом (ширина от 900 до 3000 метров). К востоку от острова Корчула расположен Млет, к западу — Вис, к северо-западу — Хвар. Высочайшие вершины острова — Клупца (569 метров) и Ком (510 метров). Климат — мягкий, средиземноморский. Средняя температура в январе — +9,8 °C, в июле — +26,9 °C. Большая часть острова покрыта типичными для Адриатики сосновыми лесами.

## История
История острова уходит корнями в глубокую древность. На острове обнаружены курганы эпохи неолита, финикийские поселения, остатки древнегреческой колонии. В древности остров назывался Чёрная Коркира (др.-греч. Μέλαινα Κόρκυρα, лат. Corcyra Nigra). Одноимённый город на нём был основан жителями Книда. В VIII веке на остров, как и на остальное далматинское побережье, пришли славянские племена (нарентяне или неретвляне), хотя основная часть населения острова вплоть до позднего средневековья была романоязычна.

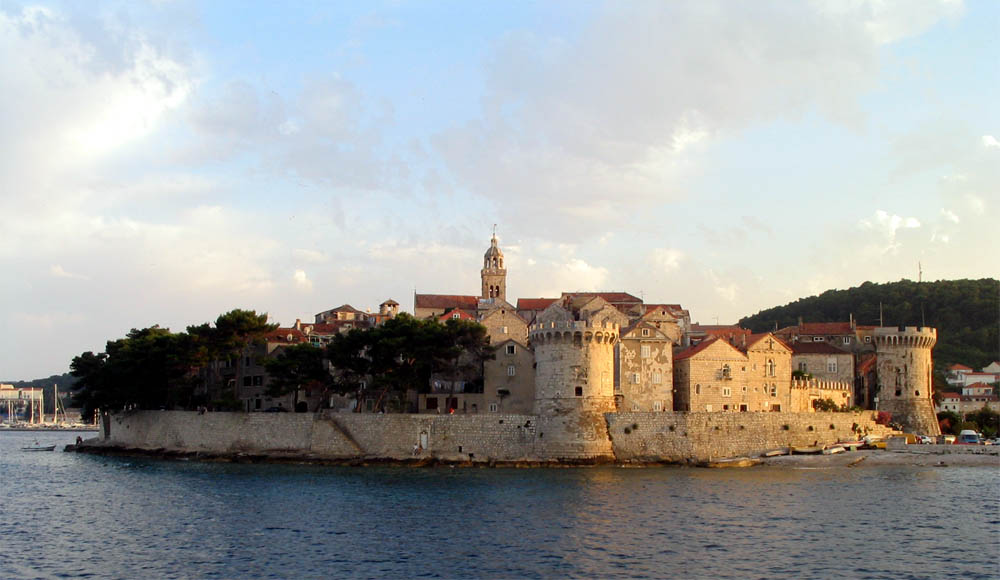
Старый город Корчулы; вид с моря

На протяжении XII—XV веков Корчула многократно переходила из рук в руки. Она управлялась местными славянскими князьями, Венецией, Венгрией, Генуей, имела краткий период независимости, принадлежала Дубровницкой республике, пока в 1420 году окончательно не перешла под контроль венецианцев. В период независимости на Корчуле в 1214 году был издан так называемый Корчуланский устав — свод законов, определивший статус острова и ставший одним из старейших из известных истории юридических документов Далмации.

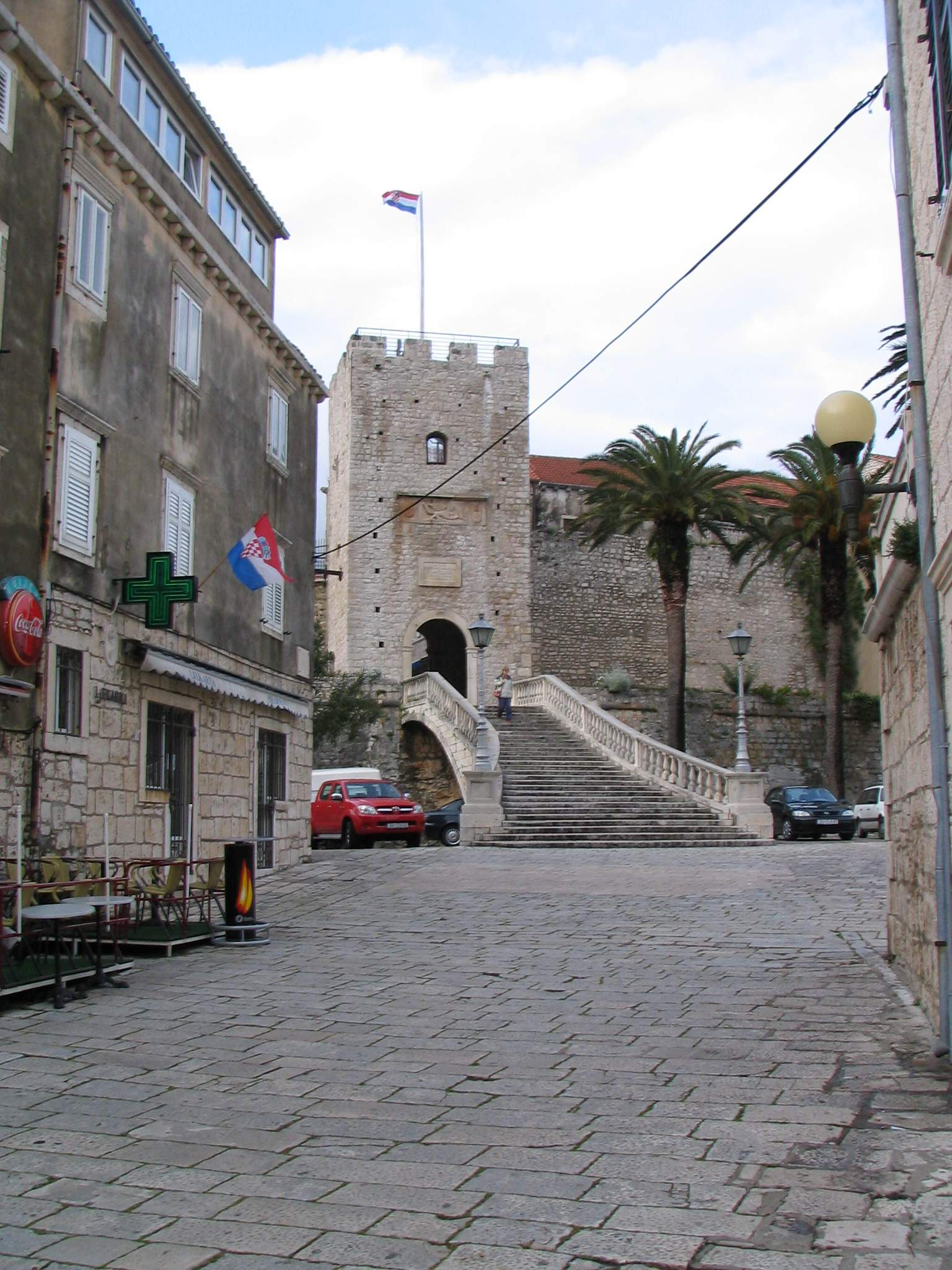
Башня при входе в старый город Корчулы

Согласно местной традиции именно в городе Корчула в 1254 году родился великий путешественник Марко Поло. В 1298 году рядом с островом произошло морское сражение между флотами Генуи и Венеции, закончившиеся победой генуэзцев. Марко Поло, возможно, принимал участие в этой битве на стороне венецианцев, был взят в плен и отвезён в Геную, где в тюрьме и надиктовал книгу о своих путешествиях.
В 1797 году Венецианская республика была разделена между Францией и Габсбургской империей. Корчула отошла Габсбургам, однако во время наполеоновских войн в 1806 году остров был занят французами и включён в состав французской империи. В 1807 году Корчула была взята объединёнными силами черногорцев и русского флота под командованием Д. Н. Сенявина, однако по окончании войны в 1815 остров Корчула вместе с далматинским побережьем отошёл Австрии.
В 1918—1921 годах остров оккупировали итальянцы, после первой мировой войны он стал частью Югославии. Во время второй мировой войны остров был вновь занят итальянцами. По узкому Пелешацкому проливу, как и в Средние века прошла граница, только не между Венецией и Дубровникской республикой, а между Италией и усташеским Независимым государством Хорватия. На острове активно действовало антифашистское партизанское движение и к 1943 году партизаны полностью установили контроль над Корчулой. После краткого вторжения на остров немецких сил, в 1944 году он был полностью освобождён.
После окончания войны Корчула вошла в состав Хорватии, составлявшей одну из республик СФРЮ. После распада последней в 1990 году остров стал частью независимой Хорватии.

## Экономика

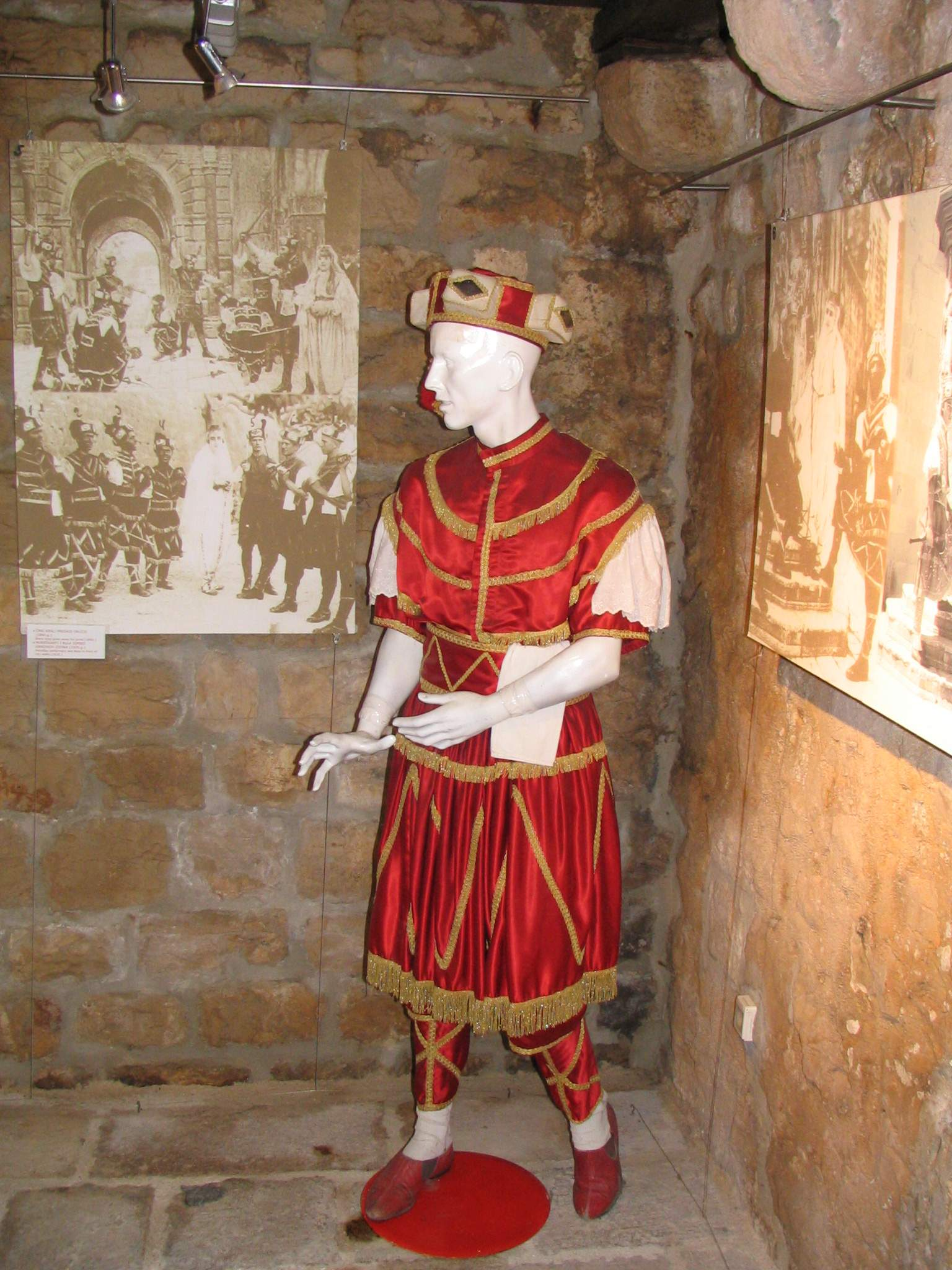
Костюм участника морешки

Основу экономики острова составляет туризм, а также сельское хозяйство. Основными культурами, культивируемыми на острове, являются виноград, оливки и фрукты. Как и на других далматинских островах, развито рыболовство и рыбопереработка. Остров Корчула знаменит своими винодельческими традициями, именно на Корчуле производятся знаменитые хорватские белые вина «Грк» и «Пошип».

## Транспорт
Остров Корчула соединён с материковой Хорватией регулярными паромными рейсами. Паромы связывают местечко Доминче (7 км от города Корчула) с городом Оребич на Пелешаце; город Корчула со Сплитом, Дубровником, островами Хвар и Млет; а также с итальянским городом Бари; город Вела-Лука со Сплитом и островом Ластово. Пассажирские катера ходят в Оребич от пристани в черте города Корчула. Кроме того, из Сплита в Корчулу ходят скоростные пассажирские катамараны.
Через весь остров проходит автодорога, которая соединяет посёлок Лумбарда на восточной оконечности острова и города Корчула и Вела-Лука на западном конце. Вторая главная автодорога ведёт из города Корчула на запад, проходит через цепочку прибрежных посёлков и заканчивается тупиком в посёлке Рачишце.
Рядом с городом Корчула есть небольшой аэродром, теоретически способный принимать малые самолёты, однако практически не использующийся.

## Достопримечательности
- Старый город в городе Корчула — великолепно сохранившийся образец средневекового далматинского города с узкими улочками и старинными зданиями. Центральный городской собор св. Марка (построен в 1301 году, перестраивался вплоть до 1806 года) сочетает элементы готики и ренессанса. Крепостные стены доступны для посещения.
- Храм Успения Пресвятой Богородицы — сербская православная церковь.

## Традиции
- «Морешка» — рыцарский танец XV века. Танец воспроизводит битву с турками и был очень популярен по всему Средиземноморью, но сегодня он сохранился только в городе Корчула. Представляя добро и зло, а также, аллегорически, христиан и мусульман, армии белого и чёрного королей сражаются за любовь девушки. В течение лета «Морешка» ставится в городе Корчула еженедельно.

## Известные уроженцы и жители
- Душко Антунович (фр. Duško Antunović) (1959—2012), хорватский ватерполист и тренер, призёр международных соревнований, первый тренер независимой хорватской сборной.[12][13]
- Петкович, Мария